# Cipriano de la Huerga
Cipriano de la Huerga, o Cypriani Monachi Cisterciensis, Instituti D. Bernardi, Divinae legis interpretis in Complutensí Academia, com era anomenat en els seus llibres (Laguna de Negrillos, ~ 1509 - Alcalá de Henares, 4 de febrer de 1560). Religiós cistercenc, teòleg i lingüista.

## Biografia
Neix al voltant de l'any 1509 a Laguna de Negrillos, a l'actual província de Lleó.
L'any 1527 pren els hàbits de l'Orde del Cister en el monestir de Santa Maria de Nogales, i inicia els seus estudis en els monestirs de Santa Maria de Moreruela i Santa Maria de Valparaíso de Mombuey, ambdós en l'actual província de Zamora.
Entre 1531 i 1535 estudia els quatre anys d'Arts a la universitat d'Alcalá de Henares. Entre 1535 i 1539 quatre anys de Teologia a la mateixa universitat, i no se sap si continua, fins al curs 1544-45, que torna a aparèixer estudiant Teologia en Alcalá.
En 1545 torna com abat al monestir de Santa Maria de Nogales, càrrec que mantindrà fins a 1548.
És possible que l'any 1548 es traslladés a Lovaina per a estudiar grec i llengües semítiques. En 1549 torna a la universitat d'Alcalá de Henares, i eixe any escriu el seu comentari del psalm 130, comença el seu treball com a lector de Teologia al Col·legi de Sant Bernat, de la seva orde, del qual acabarà essent nomenat rector, i on es manté durant els anys 1550 i 1551. En aquest darrer any aconsegueix els graus de batxiller, llicenciat i doctor en Teologia, sense cursar els deu anys preceptius, a la universitat de Sigüenza.
En 1551 aconsegueix per oposició la càtedra de Bíblia de la universitat d'Alcalá de Henares, càrrec que revalidarà tres quadriennis, fins a la seva mort. Entre els seus deixebles es troben fray Luis de León, Benito Arias Montano i Juan de Mariana. En els anys 1556 i 1557 fray Luis de León assisteix a les seves classes, especialment al seu curs sobre l'Epístola als Hebreus.
El prestigi que gaudia entre els seus contemporanis era enorme, així, en 1553, el seu col·lega a la universitat, el professor de Retòrica Alfonso García Matamoros, en el seu llibre De asserenda Hispanorum eruditione... , li dedica un text encomiàstic. I en 1556, és elegit per pronunciar un sermó davant la universitat, amb motiu de la proclamació de Felip II, posteriorment publicat.
En 1559 la Inquisició inicia un expedient de censura d'alguna de les seves obres, que acaba l'any 1612 essent incloses en l'Índexs de llibres prohibits.
Mor a Alcalá de Henares el 4 de febrer de 1560, sols un mes després de revalidar la seva càtedra a la universitat. Fou soterrat en el cor de l'església del Col·legi de Sant Benet, i en les seves exèquies va rebre nombrosos discursos encomiàstics. Posteriorment Matías Chacón, mestre de capella de la catedral de Sigüenza, amb un sonet anònim de lloança al cistercenc, fa una composició musical per a òrgan i quatre veus.

## Obra
Posseïa un perfect domini del llatí, grec i hebreu, i una notable cultura clàssica.
En els seus comentaris bíblics Cipriano de la Huerga es concentra en les paraules, la seva etimologia, els seus equivalents en hebreu, grec i llatí. Utilitza la retòrica com un element fonamental, acut constantment a l'hebreu, i se serveix d'un llatí ciceronià per compondre la seva obra.

### Exegètica
- Comentarios y anotaciones al Evangelio de San Mateo, a l'Evangelista San Juan, a l'Apocalipsis, a las Cartas de los Efesios, a los Hebreos... Manuscrit perdut.[2]
- Commentaria in librum Beati Job, et in Cantica Canticorum Salomonis Regís. Additi sunt duo iocupletissimi indices, alter rerum et verborum, alter verum locorum Sacra Scripturae, quae in eis explicantur.[10]
- Commentaria in Prophetam Nahum.[11]
- Comentarios a la segunda carta de San Pablo a Timoteo. Muniscrit perdut.[2]
- Commentarius in Psalmum CXXX.[12]
- Commentarius in Psalmum XXXVIII.[13]
- De Opificio Mundi, commentariorum super Genesim libri III. Manuscrit perdut.[2]
- De Symbolis masaicis. Manuscrit perdut.[2]
- In Divi Iannis Apocalipsim. Manuscrit perdut.[2]
- In Divi Pauli epistola ad Ephesios et ad Hebreos commentaria. Manuscrit perdut.[2]
- In librum Psalmorum isagoge quinque longissimis tractatibus contenta.[2]
- In priores VIII Psalmum in Psalmum XXII et XLIV et LI cum triplici textus translatione juxta veritatem Hebraicam. Manuscrit perdut.[2]
- Isagoge in totam Divinam Scripturam. Manuscrit perdut.[2]

### Altres
- Carta a Don Antonio de Ochoa, ayo del Príncipe don Calos (1554).[2]
- Carta... a la duquesa de Francavilla sobre la muerte del conde de Cifuentes, su hermano (1556).[2]
- De ratione musicae et instrumentorum usu apud veteres hebraeos. Manuscrit perdut. Tractat sobre la música.[2]
- Parecer del Maestro fray Cipriano sobre el asiento y capitulaciones que su Magestad hizo con Fernado Ochoa aobre la conducción de esclavos a las Indias (1553).[2]
- Sermón del Maestro Fray Cipriano delante del Rector y Universidad de Alcalá el día en que se levantaron los pendones por el rey don Philippe, nuestro señor.[14][8]